# Focushuset, Göteborg
För andra betydelser, se Focushuset.
Focushuset är en kontorsbyggnad och köpcentrum vid Åvägen 42 i stadsdelen Gårda i Göteborg.
Focushuset har totalt 6 våningar med en total lokalarea på cirka 53 100 m², varav butiker och restauranger upptar 7 900 m², kontor 3 700 m², övriga ytor 4 300 m²
och parkeringen 37 200 m². Fastigheten ägs av Göteborgslokaler.
I affärslokalerna finns bland annat ICA Focus, Systembolaget, Apotek Hjärtat och restauranger.

## Kommunikationer
- Närmaste spårvagnshållplats är spårvagnslinje 5 Liseberg.
- Kungsbackapendelns hållplats Lisebergs station ligger precis intill.

## Parkeringshus

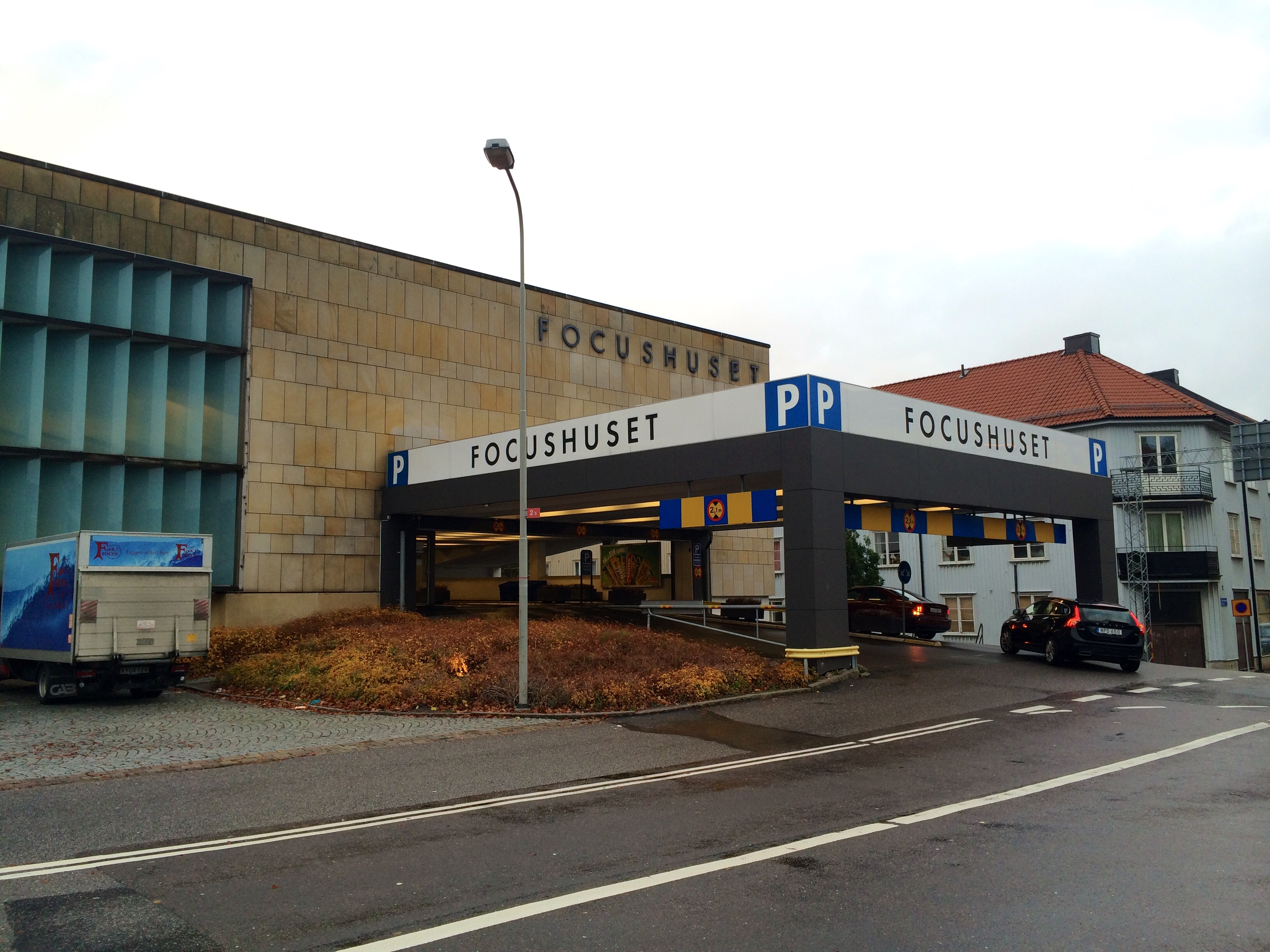
Infarten till parkeringshuset vid Fabriksgatan.

På de övre planen finns ett parkeringshus som via en gångbro ansluter direkt till Svenska Mässan.